# Přehled stěhování 33 obcí Drahanské vrchoviny (1940–1945)

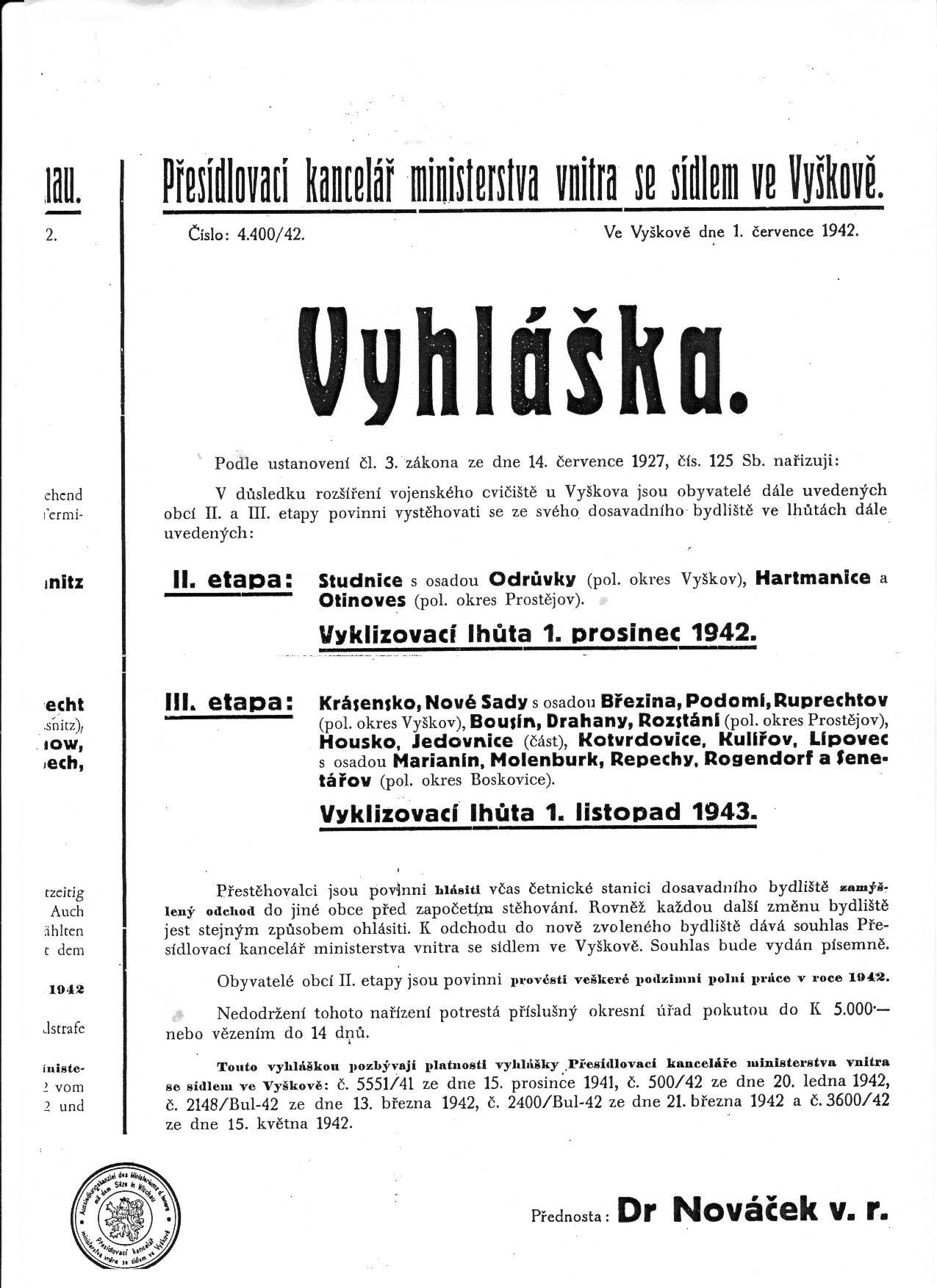
Česká část textu vyhlášky pro druhou a třetí etapu vysídlení

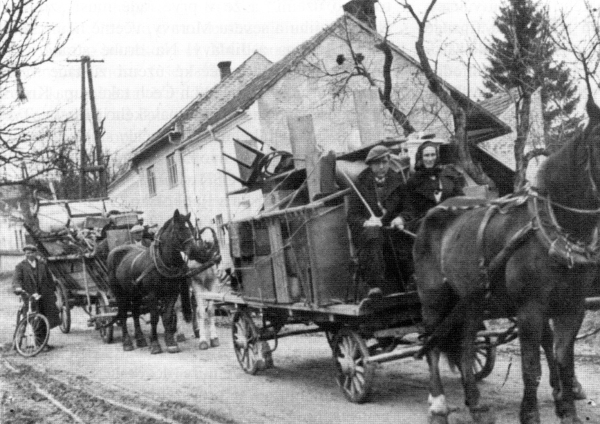
Obyvatelé Rychtářova opouštějí v březnu 1941 svoji vesnici

Celkový přehled stěhování českého obyvatelstva na Vyškovsku a Drahanské vrchovině v rozmezí let 1940 až 1945

V průběhu druhé světové války mělo být město Vyškov centrem německého jazykového ostrůvku kolem německého vojenského cvičiště a střelnice. Mělo se stát centrem kolonizačního pásma táhnoucího se napříč celou Moravou. Za tímto účelem bylo vydáno nařízení o vystěhování 33 obcí Drahanské vrchoviny; celá akce započala 6. ledna 1941 obesláním obcí první etapy.
| Pořadí | Název       | Etapa | Okres     | Domy | Rodiny | Osoby | Datum vystěhování     |
| ------ | ----------- | ----- | --------- | ---- | ------ | ----- | --------------------- |
| 1.     | Rychtářov   | 1A    | Vyškov    | 176  | 220    | 851   | 31. března 1941       |
| 2.     | Lhota       | 1A    | Vyškov    | 129  | 153    | 571   | 31. března 1941       |
| 3.     | Pařezovice  | 1A    | Vyškov    | 36   | 48     | 213   | 31. března 1941       |
| 4.     | Opatovice   | 1A    | Vyškov    | 137  | 164    | 683   | 31. března 1941       |
| 5.     | Hamiltony   | 1A    | Vyškov    | 85   | 114    | 569   | 31. března 1941       |
| Celkem |             |       |           | 563  | 699    | 2887  |                       |
| 6.     | Radslavice  | 1B    | Vyškov    | 156  | 192    | 784   | 31. října 1941        |
| 7.     | Radslavičky | 1B    | Vyškov    | 51   | 65     | 255   | 31. října 1941        |
| 8.     | Zelená hora | 1B    | Vyškov    | 93   | 139    | 521   | 31. října 1941        |
| 9.     | Podivice    | 1B    | Vyškov    | 86   | 102    | 407   | 31. října 1941        |
| Celkem |             |       |           | 386  | 498    | 1967  |                       |
| 10.    | Odrůvky     | 2     | Vyškov    | 50   | 62     | 205   | 30. listopadu 1942    |
| 11.    | Studnice    | 2     | Vyškov    | 196  | 269    | 901   | 30. listopadu 1942    |
| 12.    | Hartmanice  | 2     | Prostějov | 194  | 259    | 965   | 30. listopadu 1942    |
| 13.    | Otinoves    | 2     | Prostějov | 225  | 318    | 1185  | 30. listopadu 1942    |
| Celkem |             |       |           | 665  | 908    | 3256  |                       |
| 14.    | Březina     | 3A    | Vyškov    | 38   | 45     | 204   | 30. října 1943        |
| 15.    | Nové Sady   | 3A    | Vyškov    | 57   | 82     | 337   | 30. října 1943        |
| 16.    | Bousín      | 3A    | Prostějov | 62   | 82     | 379   | 30. října 1943        |
| 17.    | Drahany     | 3A    | Prostějov | 206  | 299    | 1050  | 30. října 1943        |
| 18.    | Repechy     | 3A    | Prostějov | 59   | 65     | 289   | 30. října 1943        |
| 19.    | Hamry       | 3A    | Prostějov | 91   | 98     | 317   | 30. října 1943        |
| 20.    | Rozstání    | 3A    | Prostějov | 247  | 286    | 1095  | 30. října 1943        |
| Celkem |             |       |           | 760  | 957    | 3671  |                       |
| 21.    | Lipovec     | 3B    | Blansko   | 228  | 273    | 1228  | 30. dubna 1944        |
| 22.    | Senetářov   | 3B    | Blansko   | 133  | 168    | 708   | 30. června 1944       |
| 23.    | Rogendorf   | 3B    | Blansko   | 69   | 98     | 342   | 30. června 1944       |
| 24.    | Molenburk   | 3B    | Blansko   | 111  | 168    | 685   | 31. prosince 1944     |
| 25.    | Marianín    | 3B    | Blansko   | 29   | 30     | 143   | 30. dubna 1944        |
| 26.    | Kulířov     | 3B    | Blansko   | 127  | 154    | 646   | 30. dubna 1944        |
| 27.    | Jedovnice   | 3B    | Blansko   | 61   | 87     | 234   | 16. dubna 1945 – část |
| 28.    | Housko      | 3B    | Blansko   | 56   | 81     | 328   | 30. října 1944        |
| 29.    | Kotvrdovice | 3B    | Blansko   | 197  | 259    | 1034  | 30. června 1944       |
| 30.    | Baldovec    | 3B    | Prostějov | 57   | 75     | 290   | 30. dubna 1944        |
| 31.    | Krásensko   | 3B    | Vyškov    | 157  | 205    | 775   | 30. června 1944       |
| 32.    | Podomí      | 3B    | Vyškov    | 52   | 74     | 226   | 16. dubna 1945 – část |
| 33.    | Ruprechtov  | 3B    | Vyškov    | 37   | 51     | 136   | 16. dubna 1945 – část |
| Celkem |             |       |           | 1314 | 1723   | 6775  |                       |
| Celkem | vystěhováno |       |           | 3688 | 4785   | 18558 |                       |